# Прошовице
Прошови́це (пол. Proszowice) —  город в Польше, входит в Малопольское воеводство, Прошовицкий повят. Имеет статус городской гмины. Занимает площадь 7,21 км². Население — 6206 человек (на 2004 год).

## Известные уроженцы
- Бехоньский, Ежи (1918—1944), капитан Армии крайовой
- Станчик (ок.1480—ок.1560), придворный шут